# Valtrude
Valtrude  è un nome proprio di persona italiano femminile.

## Varianti in altre lingue
- Francese: Waudru
- Germanico: Waldetrudis[2][3], Waldedrudis[3], Waldadrudis[3], Valdetrudis[3], Waltrudis[3], Gualdretrudis[3]
- Tedesco: Waltraud[1][2], Waltraut[2]
  - Ipocoristici: Traudl[2]

## Origine e diffusione

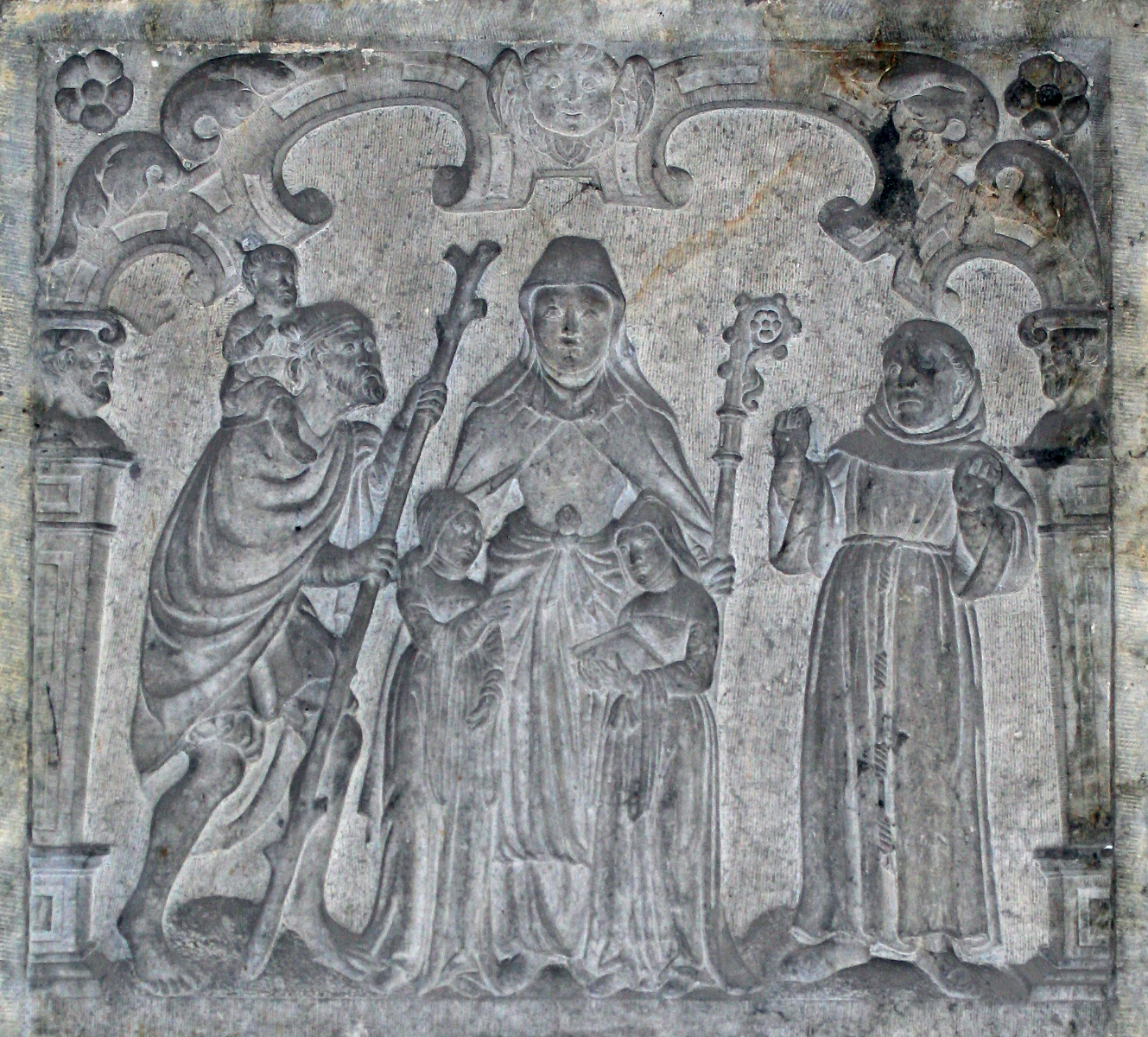
Santa Valdetrude (al centro) in un bassorilievo dalla collegiata di Santa Valdetrude a Mons

Continua un antico nome germanico attestato come Waldetrudis o Waldadrudis, composto dalle radici walt, "potere", "autorità", e drud, "forza" (o traud, "abile", "idoneo"), con il possibile significato complessivo di "governante forte"; sono entrambi elementi piuttosto comuni nell'onomastica germanica: il primo si ritrova anche in Gualtiero, Gualberto e Valdemaro, il secondo in Geltrude, Ermentrude e Iltrude. 
Il nome, ricordato per una santa monaca belga, è rarissimo in Italia, dove è attestato praticamente solo nelle zone bilingui con la forma tedesca Waltraud.

## Onomastico
L'onomastico si può festeggiare il 9 aprile in memoria di santa Valdetrude o Valtrude, figlia, sorella, moglie e madre di vari altri santi, fondatrice di un convento a Mons.

## Persone

### Variante Waltraud
- Waltraud Dressel, nuotatrice tedesca
- Waltraud Gebert Deeg, politica italiana
- Waltraud Kaser, hockeista su ghiaccio italiana
- Waltraud Lehner, vero nome di Valie Export, artista austriaca
- Waltraud Anna Mitgutsch, critica letteraria e scrittrice austriaca
- Waltraud Schiefer, slittinista italiana

### Variante Waltraut
- Waltraut Cooper, artista austriaca
- Waltraut Ebert, schermitrice austriaca